# Frusta (subacquea)

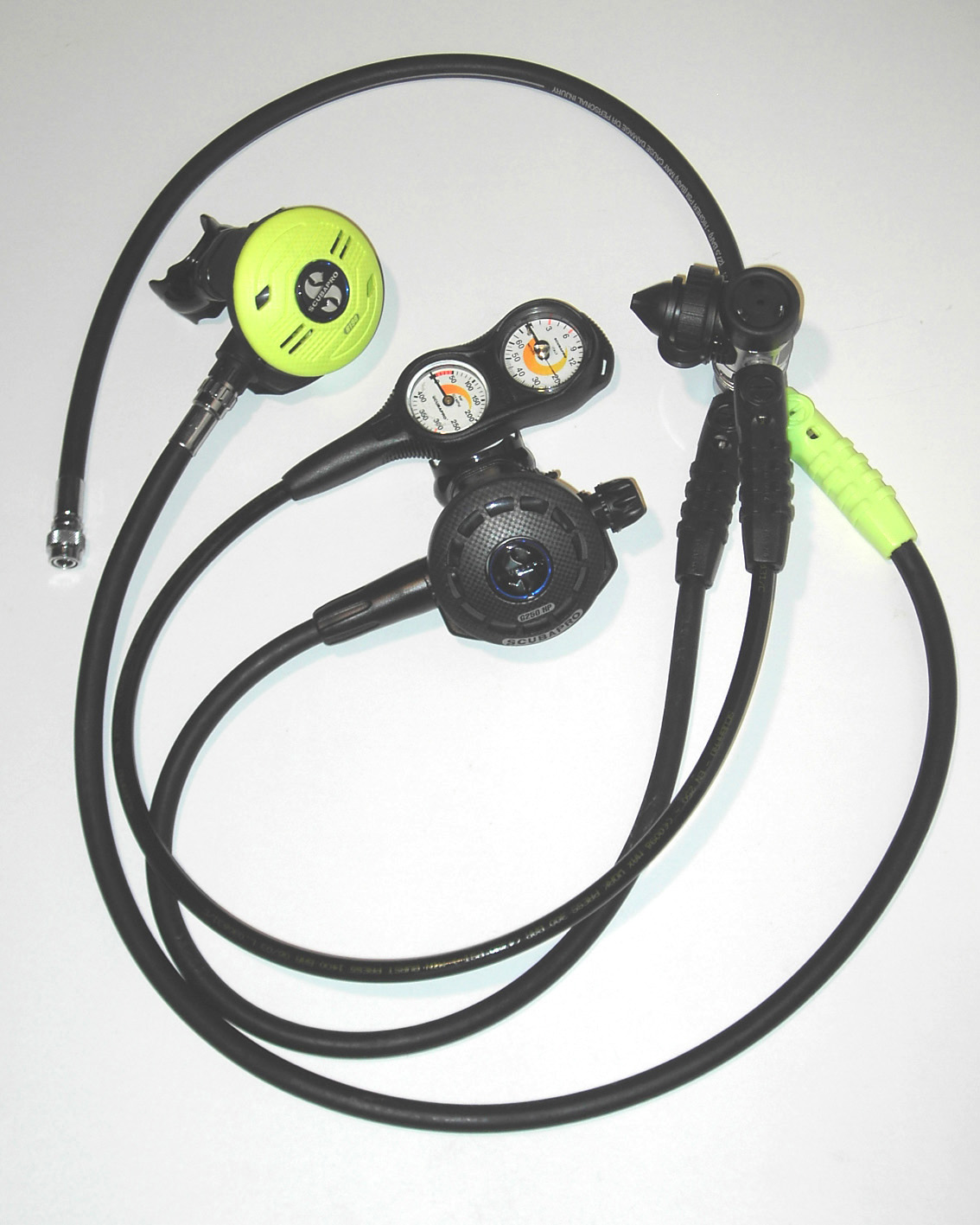
Un apparato per immersioni; si notano le varie fruste che collegano manometro ed erogatori al primo stadio.

La frusta in subacquea è un tubo idraulico flessibile realizzato in materiale plastico resistente alla pressione con appositi connettori al termine, realizzati in metallo inossidabile, per il collegamento delle strumentazioni per immersioni.

## Caratteristiche
Esistono diversi tipi di frusta, di varie lunghezze e con connettori di dimensioni standard in base  all'uso che ne dovrà esser fatto:
- frusta ad alta pressione o HP, utilizzata per collegare al primo stadio il manometro. L'attacco è di diametro 7/16”, di tipo UNF maschio[1];

- a bassa pressione o LP (talvolta BP), utilizzata per collegare al primo stadio gli erogatori. Gli attacchi sono 3/8”, di tipo UNF maschio, e 9/16”, di tipo UNF femmina, con diametro di passaggio pari a 4 mm[1];

- per jacket, identica a quella a bassa pressione, utilizzata per collegare il primo stadio al giubbotto ad assetto variabile o l'eventuale muta stagna. Gli attacchi sono 3/8”, di tipo UNF maschio e del tipo rapido dal lato del jacket o della muta[1].

Gli attacchi sono dotati di filettature standard e di un o-ring per la tenuta stagna. Talvolta vengono protetti da protezioni antipiegatura, in modo da evitare distorsioni che possano danneggiare la frusta nei punti di giuntura.